# Willie Miller
Willie Miller, właśc. William Ferguson Miller (ur. 2 maja 1955 w Glasgow) – szkocki piłkarz występujący na pozycji obrońcy oraz trener. Kawaler Orderu Imperium Brytyjskiego (MBE).

## Kariera klubowa
Miller przez całą zawodową karierę grał w Aberdeen. W ciągu 18 lat rozegrał w barwach tego klubu 558 spotkań, w których zdobył 20 bramek. Z Aberdeen zdobył trzy mistrzostwa Szkocji (1980, 1984, 1985), pięć Pucharów Szkocji (1982, 1983, 1984, 1986, 1990), trzy Puchary Ligi Szkockiej (1977, 1986, 1990), Puchar Zdobywców Pucharów (1983), Superpuchar UEFA (1983), a także wywalczył pięć razy wicemistrzostwo Szkocji (1978, 1981, 1982, 1989, 1990).

## Kariera reprezentacyjna
W reprezentacji Szkocji Miller zadebiutował 1 czerwca 1975 roku w zremisowanym 1:1 meczu eliminacji Mistrzostw Europy 1976 z Rumunią. W 1982 roku został powołany do kadry narodowej na Mistrzostwa Świata. Zagrał tam w pojedynkach z Brazylią (1:4) oraz Związkiem Radzieckim (2:2). Z tamtego turnieju Szkocja odpadła po fazie grupowej.
W 1986 roku Miller ponownie znalazł się w kadrze na Mistrzostwa Świata. Wystąpił tam w meczach z Danią (0:1), RFN (1:2) oraz Urugwajem (0:0). Tamten mundial Szkocja ponownie zakończyła na fazie grupowej. W latach 1975–1989 w drużynie narodowej Miller rozegrał w sumie 65 spotkań i zdobył 1 bramkę.